# Fleurette Beauchamp
Fleurette Beauchamp   (Montreal, 12 de desembre de 1907 - Montreal, 15 de març de 2007) va ser una pianista, professora i soprano canadenca.
Va ser la guanyadora d'un premi atorgat per l'Institut Canadenc de Música cada any del 1930 al 1932 i va guanyar el Prix de Paris el 1933. Beauchamp-Huppé va oferir recitals i va interpretar les obres de diversos pianistes a "CBC Radio" i "CKAC". També va ser professora, principalment al Conservatori de música del Quebec a Mont-real. Hi va haver dos estudis d'acompanyament inaugurats pel Conservatori de música del Québec a Mont-real per reconèixer Beauchamp-Huppé i el conservatori va donar el seu nom a una beca d'estudiants.

## Adolescència i estudis
El 12 de desembre de 1907, Beauchamp-Huppé va néixer a Montreal, Quebec. Del 1915 al 1922, va estudiar piano amb Alice McCaughan i més tard amb Romain-Octave Pelletier I, Arthur Letondal i Romain Pelletier entre 1922 i 1932. També va estudiar harmonia amb Rodolphe Mathieu i Henri Miro, cant amb Albert Roberval i presencia escènica amb Jeanne Maubourg. El 1933, Beauchamp-Huppé va guanyar una beca a un concurs a "Plateau Academy" de l'Institut Canadenc de Música per estudiar durant un any a Europa. Va estudiar piano amb José Estrada, Edith Lang-Laszlo i Victor Staub a París del 1933 al 1934.

## Carrera
Beauchamp-Huppé va guanyar cada any un premi de l'Institut Canadenc de Música entre 1930 i 1932 i va guanyar el Premi de París el 1933. Va ser solista en una conferència-concert celebrada al Ritz-Carlton de Montreal amb l'assistència i el suport de l'Institut canadenc de música el desembre de 1932. L'any següent, Beauchamp-Huppé va actuar en un recital de pianoforte al Ritz-Carlton Montreal en la seva última aparició canadenca abans de marxar a Europa. Quan va tornar al Canadà, va fer recitals i va interpretar les obres de François Brassard, Alexis Contant, Mathieu, Miró i Georges Savaria entre altres canadencs com a solista amb orquestra a CBC Radio i CKAC. Un d'aquests recitals va ser Beauchamp-Huppé interpretant un programa de cinc peces canadenques al piano al Montreal Tudor Hall el març de 1936. Va ser la solista de MSO a Les Djinns de César Franck el 1945 i va acompanyar Adrienne Roy-Vilandré a la gravació de Popular Songs of French Canada. Beauchamp-Huppé també va ensenyar, principalment al Conservatori de música del Québec a Mont-real.

## Vida personal
Estava casada amb Henri Huppé i va morir a Mont-real el 10 de març del 2007. El 17 de març al matí, es va celebrar un funeral per Beauchamp-Huppé a l'Eglise St-Alphonse.

## Llegat
El Conservatori de música de Québec a Mont-real va inaugurar dos estudis d'acompanyament anomenats Studios Fleurette-Beauchamp-Huppé a Mont-real i l'altre a Rimouski en reconeixement de Beauchamp-Huppé. A finals del 2008, la seva neboda va expressar el seu desig de fer una donació substancial al Conservatori de música del Québec a Mont-real per establir la beca "Bourse d'excellence Fleurette-Beauchamp-Huppé" per a un estudiant de 17 anys o més que hagués obtingut "resultats excepcionals a els seus estudis al Conservatori." L'Arxiu Passe-Mémoire va adquirir la col·lecció Fleurette Beauchamp-Huppé el 2011, que inclou els seus papers personals i objectes relacionats amb la seva vida privada i la seva carrera musical des del 1924 fins al 2007.